# لری اسکات (بدن‌ساز)
لری اسکات ملقب به قهرمان (متولد ۱۲ اکتبر ۱۹۳۸ بلک‌فوت، آیداهو - درگذشته ۸ مارس ۲۰۱۴ سالت‌لیک‌سیتی، یوتا) بدن‌ساز حرفه‌ای آمریکایی سابق IFBB می‌باشد.
وی قهرمان مستر المپیای ۱۹۶۵ و ۱۹۶۶ می‌باشد؛ بنابراین نخستین کسی است که دارنده عنوان مستر المپیا است.
لری اسکات حرکت جلو بازو روی میز را که قبل از وی اختراع شده بود، گسترش داد و باعث ترویج انجام‌این حرکت شد که بعد ها این حرکت به اسم جلو‌بازو لاری شناخته شد.

## عناوین بدن‌سازی
- ۱۹۵۹ مستر آیداهو، نفر اول
- ۱۹۶۰ مستر کالیفرنیا-ای. ای.یو. برنده
- ۱۹۶۰ مستر کالیفرنیا-ای. ای.یو. عضلانی‌ترین و نفر اول
- ۱۹۶۰ مستر لس‌آنجلس-ای. ای.یو. عضلانی‌ترین و نفر سوم
- ۱۹۶۰ مستر لس‌آنجلس-ای. ای.یو. نفر سوم
- ۱۹۶۱ آقای ساحل اقیانوس آرام-ای. ای.یو. عضلانی‌ترین و نفر اول
- ۱۹۶۱ آقای ساحل اقیانوس آرام-ای. ای.یو. برنده
- ۱۹۶۲ مستر آمریکا، متوسط، نفر دوم و قهرمان قهرمانان
- ۱۹۶۳ آقای جهان، متوسط، نفر اول
- ۱۹۶۴ آقای جهان، متوسط، نفر اول و قهرمان قهرمانان
- ۱۹۶۵ مستر المپیا، نفر اول
- ۱۹۶۶ مستر المپیا، نفر اول
- ۱۹۷۹ کاپ حرفه‌ای الماس کانادا، نفر نهم
- ۱۹۷۹ جایزه‌بزرگ ونکور، بدون جایگاه